# Beverly (Massachusetts)
Beverly je město v okrese Essex County ve státě Massachusetts ve Spojených státech amerických.
K roku 2010 zde žilo 39 502 obyvatel. S celkovou rozlohou 58,5 km² byla hustota zalidnění 680 obyvatel na km².